# Conway, Carolina de Sud
Conway este un oraș, o municipalitate și sediul comitatului Horry, statul Carolina de Sud, Statele Unite ale Americii. La recemsământul din 2010 populația era de 16.317 persoane. Conway este parte a zonei metropolitane Myrtle Beach. GR6 Instituția de învățământ superior Coastal Carolina University se găsește în oraș.
1. ↑   https://www.conwaysc.gov/city_council/index.php, accesat în 23 noiembrie 2024 Lipsește sau este vid: |title= (ajutor)
2. ↑  2010 U.S. Gazetteer Files, accesat în 9 iulie 2020